# West Indies Squadron
Le West Indies Squadron est une escadre de la marine des États-Unis opérant dans les Caraïbes et l'océan Atlantique au cours du XIXe siècle.